# Marcus Jones
Marcus Jones (ur. 5 kwietnia 1974) – brytyjski polityk, członek Partii Konserwatywnej. W latach 2010–2024 poseł do Izby Gmin z okręgu Nuneaton, wcześniej przewodził radzie dystryktu Nuneaton and Bedworth.

## Życiorys
Urodził się w Nuneaton i tu całe życie mieszka. Uczył się w St Thomas More Catholic School w Nuneaton a następnie King Edward VI College w Nuneaton. W latach 2006–2009 był przewodniczącym rady dystryktu Nuneaton and Berwoth, zrezygnował z kandydowania do rady w kolejnych wyborach z powodu decyzji o kandydowaniu do Izby Gmin.
W 2010 roku został wybrany posłem do Izby Gmin z okręgu Nuneaton, uzyskał reelekcję w 2015, 2017 i 2019 roku.
W 2020 został whipem większości rządowej w Izbie Gmin łącząc tę funkcję z urzędem  wiceszambelana Dworu Królewskiego a następnie, od 17 września 2021 do 8 lipca 2022, ze stanowiskiem, kontrolera Dworu Królewskiego.
W 2024 nie został ponownie wybrany do Izby Gmin.